# São João Batista do Glória (kommun)
São João Batista do Glória är en kommun i Brasilien.   Den ligger i delstaten Minas Gerais, i den sydöstra delen av landet, 500 km söder om huvudstaden Brasília. Antalet invånare är 6 890.
Följande samhällen finns i São João Batista do Glória:
- São João Batista do Glória

Omgivningarna runt São João Batista do Glória är huvudsakligen savann. Runt São João Batista do Glória är det glesbefolkat, med 11 invånare per kvadratkilometer.